# المولد النبوي

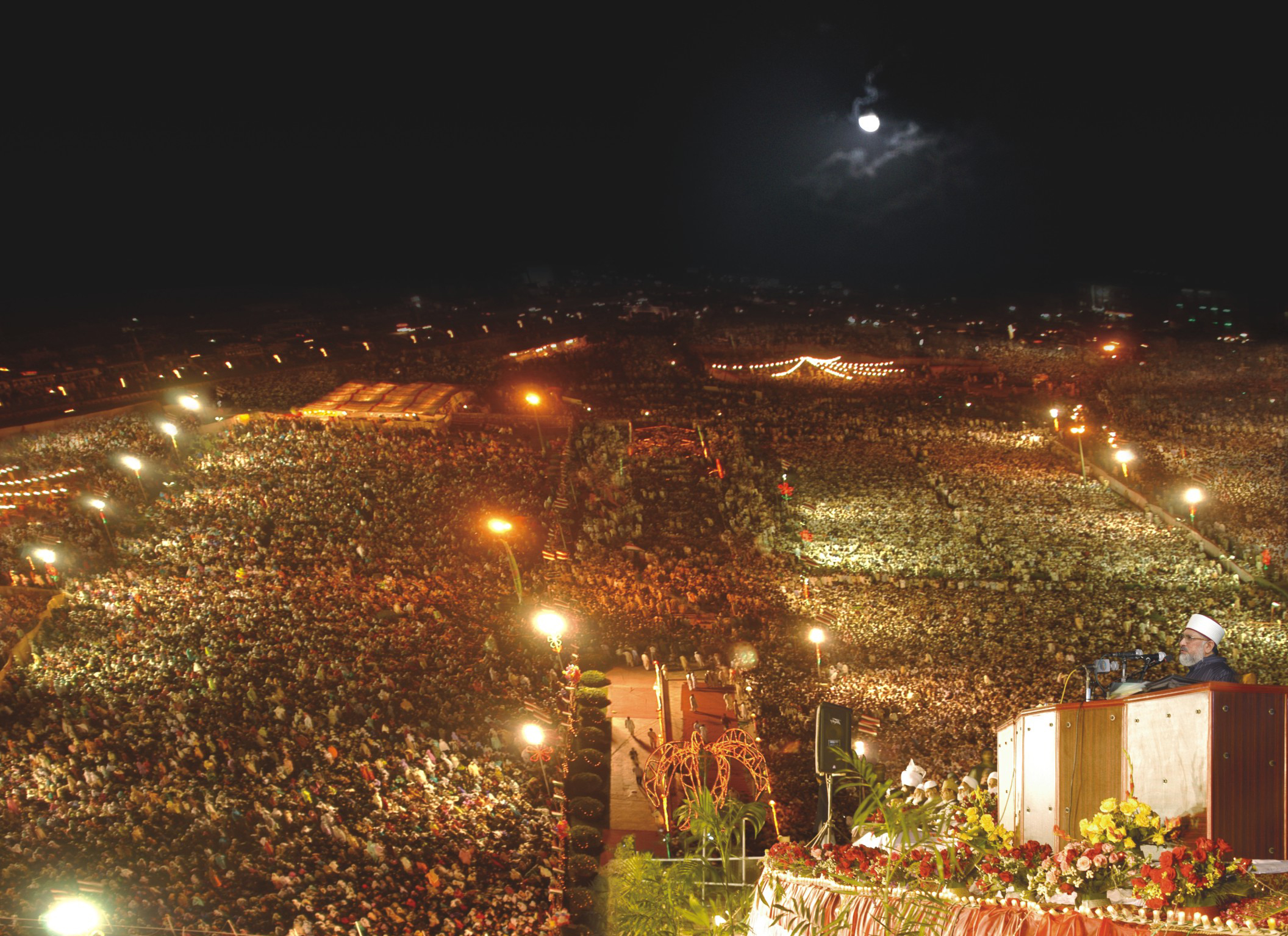
المولد العالمي في لاهور باكستان

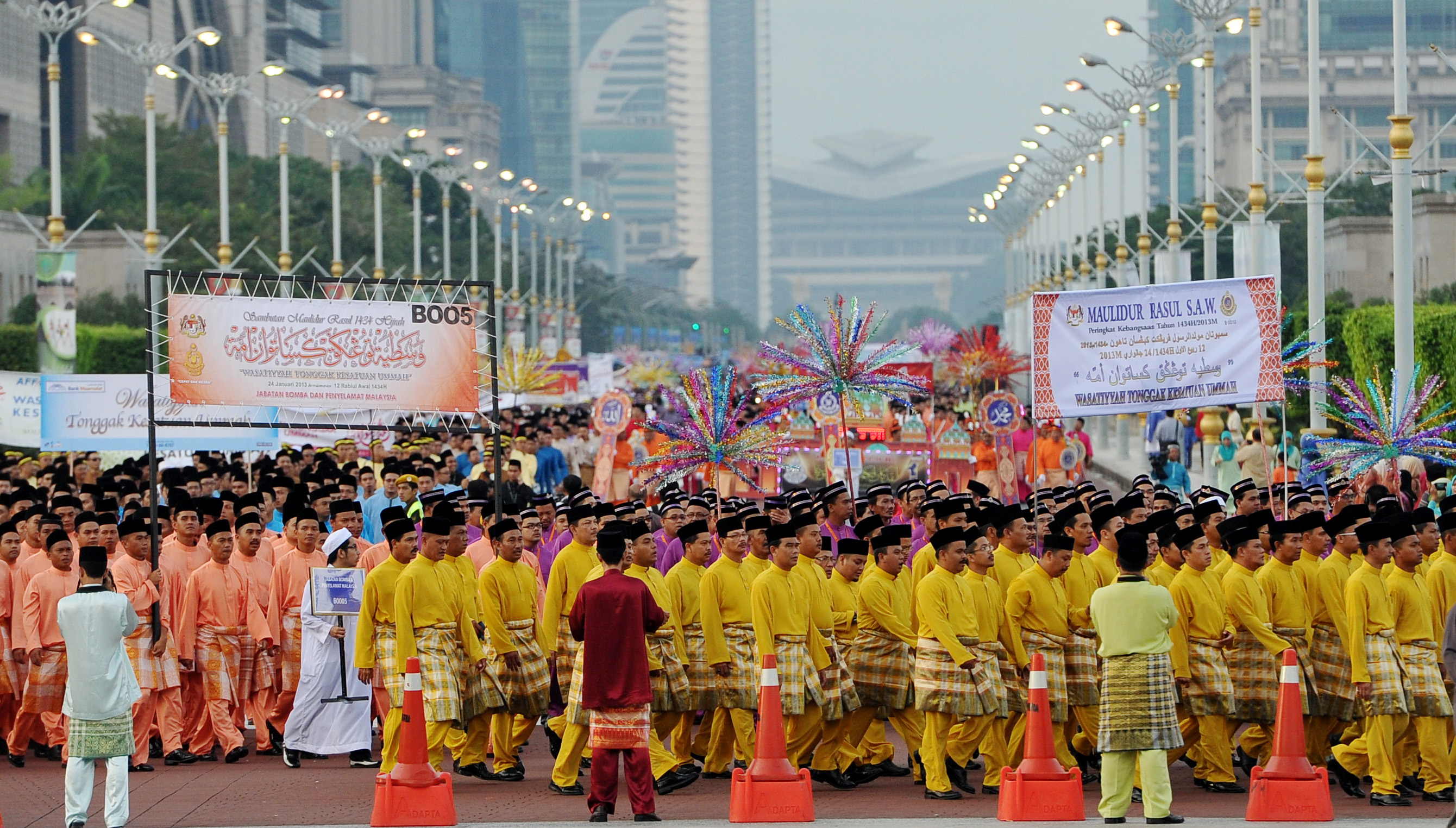
مولد الرسول في بوتراجاي ماليزيا

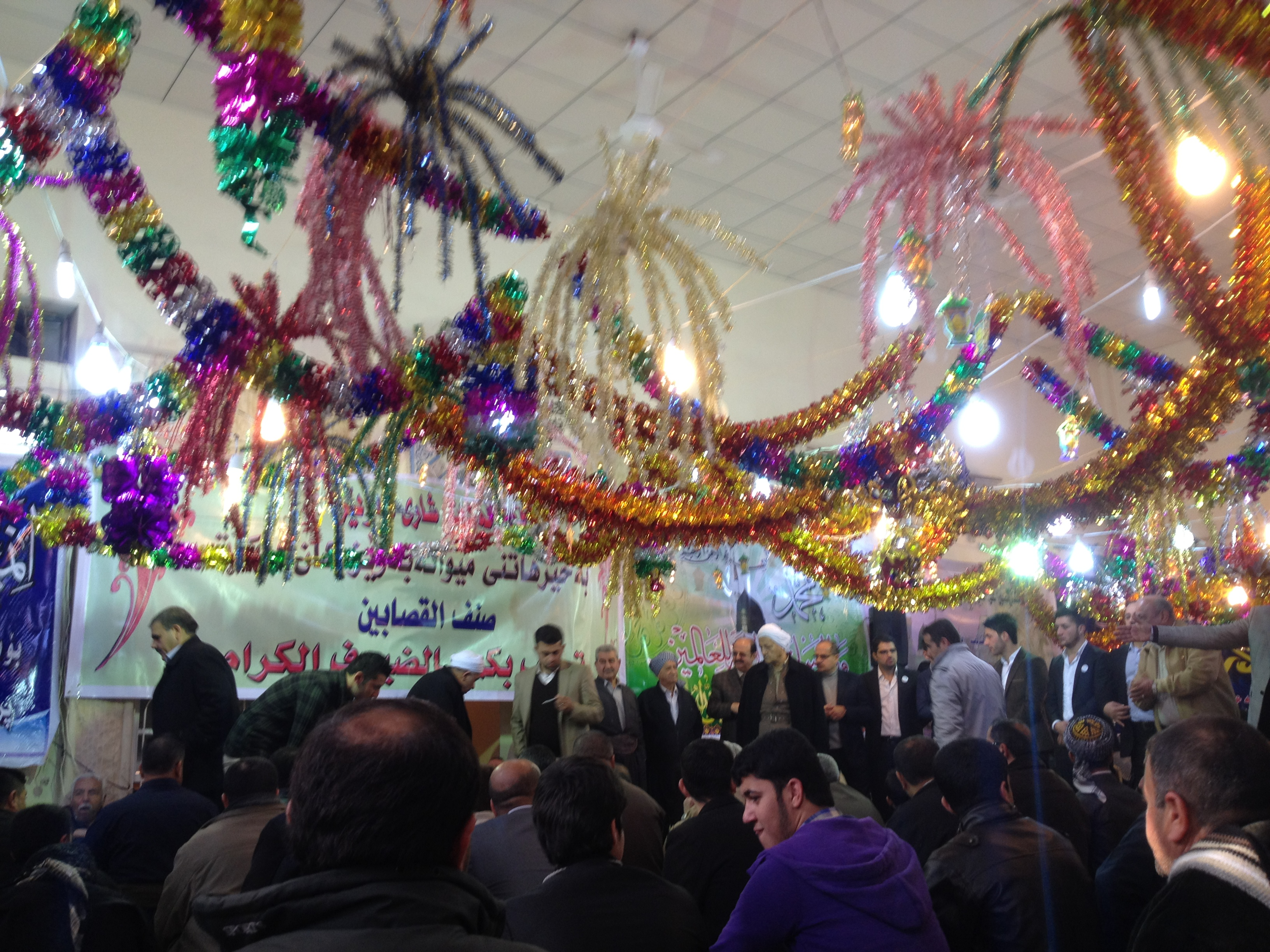
المولد في أربيل بكردستان العراق

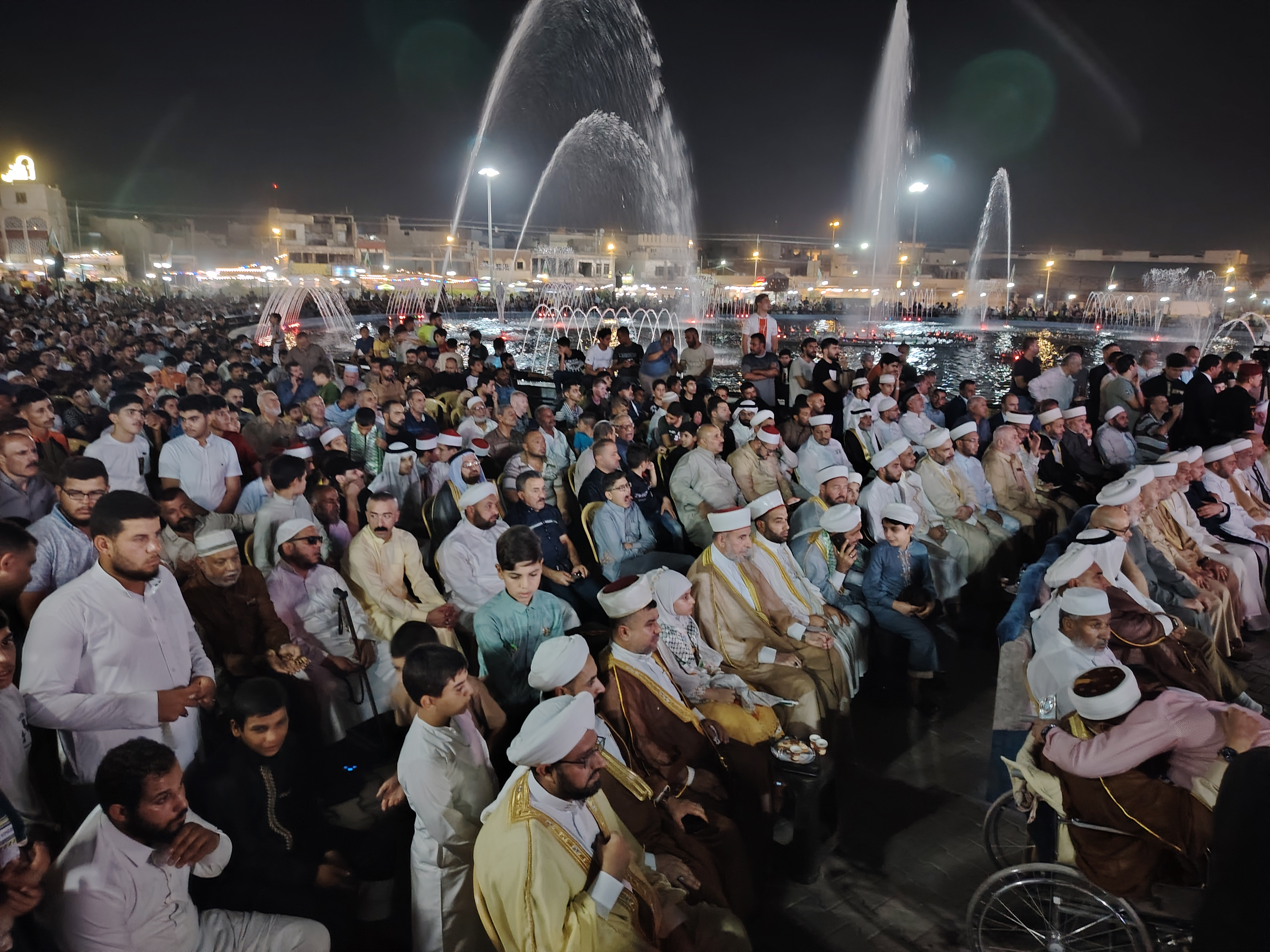
مولد الرسول في العراق مدينة الموصل

المولد النبوي أو مولد الرسول هو ذكرى سنوية في يوم مولد النبي محمد بن عبد الله في 12 ربيع الأول حسب أشهر الأقوال عند أهل السنّة أو 17 ربيع الأول حسب المنظور الشيعي. حيث يحتفل به المسلمون في كل عام في بعض الدول الإسلامية ليس باعتباره عيدًا أو عبادة بل فرحة بولادة نبيهم رسول الله محمد بن عبد الله. حيث تبدأ الاحتفالات الشعبية من بداية شهر ربيع الأول إلى نهايته، وذلك بإقامة مجالس ينشد فيها قصائد مدح النبي، وتكون فيها الدروس من سيرته، وذكر شمائله ويُقدّم فيها الطعام والحلوى، مثل حلاوة المولد.

## احتفالات وعطل
تحتفل دول عدة في العالم بذكرى النبي محمد حيث تعد هذه المناسبة عطلة رسمية في عدة دول على سبيل المثال: فلسطين، والعراق، والجزائر، والمغرب، والسودان، وسوريا، ومصر، وليبيا، والأردن، وتونس، والإمارات، والكويت، وسلطنة عمان واليمن.

## تاريخ الاحتفال بالمولد
يرجع المسلمون الذين يحتفلون بالمولد النبوي بداية الاهتمام بيوم مولد رسول الله إلى النبي محمد نفسه حين كان يصوم يوم الاثنين ويقول «هذا يوم وُلدت فيه»، وحسب أبو شامة، فإن عمر الملاء هو أوّل من اعتنى بشكل منظم بالاحتفال بالمولد. فيما يذكر الإمام السيوطي أن أول من احتفل بالمولد بشكل كبير ومنظم هو حاكم أربيل (في شمال العراق حاليًا) الملك المظفر أبو سعيد كوكبري بن زين الدين علي بن بكتكين، والذي وثقه علماء السنة بأقوالهم:
- قال السيوطي وابن كثير: أنه أحد الملوك الأمجاد والكبراء الأجواد، وكان له آثار حسنة، وهو الذي عمر الجامع المظفري بسفح قاسيون.
- قال ابن خلكان في ترجمة الحافظ أبي الخطاب ابن دحية: «كان من أعيان العلماء ومشاهير الفضلاء، قدم من المغرب فدخل الشام والعراق واجتاز بإربل سنة أربع وستمائة فوجد ملكها المعظم مظفر الدين بن زين الدين يعتني بالمولد النبوي فعمل له كتاب (التنوير في مولد البشير النذير)، وقرأه عليه بنفسه فأجازه بألف دينار».[17]
- قال الحافظ الذهبي: كان متواضعا خيرا سنيّا يحب الفقهاء والمحدثين.[18]
- قال ابن كثير: «كان الملك المظفر يعمل المولد الشريف في ربيع الأول ويحتفل به احتفالاً هائلاً، وكان مع ذلك شهمًا شجاعًا بطلاً عاقلاً عالمًا عادلاً».[19]

### في الدولة الفاطمية
بحسب الأستاذ حسن السندوبي فإنّ الفاطميين هم أوّل من احتفل بذكرى المولد النبوي الشريف، كما احتفلوا بغيره من الموالد الدورية التي عُدت من مواسمها. وفي سنة 488 هـ (تحت خلافة المستعلي بالله) أمر الأفضل بن أمير الجيوش بدر الجمالي بإبطال الاحتفال بالموالد الأربعة وهي المولد النبوي ومولد الإمام علي ومولد السيدة فاطمة الزهراء ومولد الإمام الفاطمي الحاضر. وقد وصف الدكتور عبد المنعم سلطان في كتابه عن الحياة الاجتماعية في العصر الفاطمي الاحتفالات آنذاك فقال:
"اقتصر احتفال المولد النبوي في الدولة العبيدية (الفاطمية) بعمل الحلوى وتوزيعها وتوزيع الصدقات، أما الاحتفال الرسمي فكان يتمثل في موكب قاضي القُضاة حيث تُحمل صواني الحلوى، ويتجه الجميع إلى الجامع الأزهر، ثم إلى قصر الخليفة حيث تلقى الخطب، ثم يُدعى للخليفة، ويرجع الجميع إلى دورهم.
أما الاحتفالات التي كانت تلقى معظم الاهتمام فكان للأعياد الشيعية".

### في الدولة الأيوبية
كان أول من احتفل بالمولد النبوي بشكل منظم في عهد السلطان صلاح الدين الأيوبي، الملك مظفر الدين كوكبوري، إذ كان يحتفل به احتفالاً كبيرًا في كل سنة، وكان يصرف في الاحتفال الأموال الكثيرة، والخيرات الكبيرة، حتى بلغت ثلاثمئة ألف دينار، وذلك كل سنة. وكان يصل إليه من البلاد القريبة من أربيل مثل بغداد، والموصل عدد كبير من الفقهاء والصوفية والوعّاظ، والشعراء، ولا يزالون يتواصلوا من شهر محرم إلى أوائل ربيع الأول. وكان يعمل المولد سنة في 8 ربيع الأول، وسنة في 12 ربيع الأول، لسبب الاختلاف بتحديد يوم مولد النبي محمد. فإذا كان قبل المولد بيومين أخرج من الإبل والبقر والغنم شيئاً كثيرًا وزفّها بالطبول والأناشيد، حتى يأتي بها إلى الميدان، ويشرعون في ذبحها، ويطبخونها. فإذا كانت صبيحة يوم المولد، يجتمع الناس والأعيان والرؤساء، ويُنصب كرسي للوعظ، ويجتمع الجنود ويعرضون في ذلك النهار. بعد ذلك تقام موائد الطعام، وتكون موائد عامة، فيه من الطعام والخبز شيء كثير.

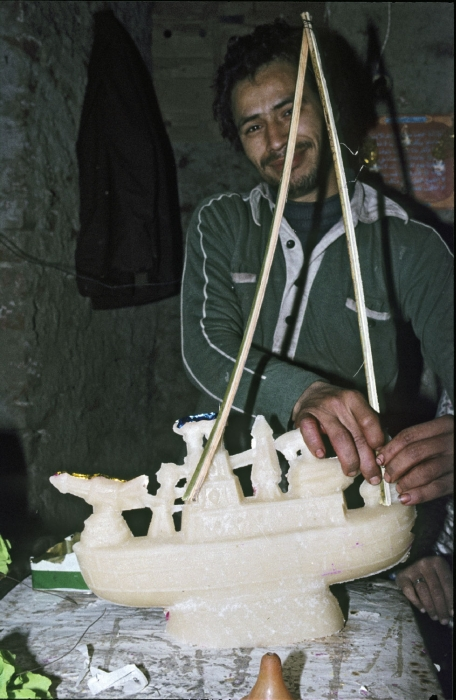
من التقاليد المصرية الاحتفال بالمولد النبوي بصنع الأشكال المختلفة من السكر. هنا رجل يصنع مركبا.

### العثمانيون
كان لسلاطين الخلافة العثمانية عناية بالغة بالاحتفال بجميع الأعياد والمناسبات المعروفة عند المسلمين، ومنها يوم المولد النبوي، إذ كانوا يحتفلون به في أحد الجوامع الكبيرة بحسب اختيار السلطان، فلمّا تولّى السلطان عبد الحميد الثاني الخلافة قصر الاحتفال على الجامع الحميدي. فقد كان الاحتفال بالمولد في عهده متى كانت ليلة 12 ربيع الأول يحضر إلى باب الجامع عظماء الدولة وكبراؤها بأصنافهم، وجميعهم بالملابس الرسمية التشريفية، وعلى صدورهم الأوسمة، ثم يقفون في صفوف انتظارًا للسلطان. فإذا جاء السلطان، خرج من قصره راكبًا جوادًا من خيرة الجياد، بسرج من الذهب الخالص، وحوله موكب فخم، وقد رُفعت فيه الأعلام، ويسير هذا الموكب بين صفين من جنود الجيش العثماني وخلفهما جماهير الناس، ثم يدخلون الجامع ويبدأون بالاحتفال، فيبدؤوا بقراءة القرآن، وثم بقراءة قصة مولد النبي محمد، ثم بقراءة كتاب دلائل الخيرات في الصلاة على النبي، ثم ينتظم بعض المشايخ في حلقات الذكر، فينشد المنشدون وترتفع الأصوات بالصلاة على النبي. وفي صباح يوم 12 ربيع الأول، يفد كبار الدولة على اختلاف رتبهم لتهنئة السلطان.

### في المغرب الأقصى
كان سلاطين المغرب الأقصى يهتمون بالاحتفال بالمولد النبوي، لا سيما في عهد السلطان أحمد المنصور الذي تولّى الملك في أواخر القرن العاشر من الهجرة، وقد كان ترتيب الاحتفال بالمولد في عهده إذا دخل شهر ربيع الأول يجمّع المؤذنين من أرض المغرب، ثم يأمر الخياطين بتطريز أبهى أنواع المطرَّزات. فإذا كان فجر يوم المولد النبوي، خرج السلطان فصلّى بالناس وقعد على أريكته، ثم يدخل الناس أفواجاً على طبقاتهم، فإذا استقر بهم الجلوس، تقدم الواعظ فسرد جملة من فضائل النبي محمد ومعجزاته، وذكر مولده. فإذا فرغ، بدأ قوم بإلقاء الأشعار والمدائح، فإذن انتهوا، بُسط للناس موائد الطعام.

## مواقف علماء الإسلام منه

### المؤيدون

كتاب الروائح الزكية في مولد خير البرية للشيخ عبد الله الهرري.

كتاب الكوكب المنير بجواز الاحتفال بمولد الهادي البشير للشيخ الدكتور جميل حليم الحسيني.

- السيوطي، حيث قال: «عندي أن أصل عمل المولد الذي هو اجتماع الناس وقراءة ما تيسر من القرآن ورواية الأخبار الواردة في مبدأ أمر النبي وما وقع في مولده من الآيات ثم يمد لهم سماط يأكلونه وينصرفون من غير زيادة على ذلك هو من البدع الحسنة التي يثاب عليها صاحبها لما فيه من تعظيم قدر النبي وإظهار الفرح والاستبشار بمولده الشريف».[24]
- ابن الجوزي، حيث قال عن المولد النبوي: «من خواصه أنه أمان في ذلك العام وبشرى عاجلة بنيل البغية والمرام».[25]
- ابن حجر العسقلاني، حيث قال الحافظ السيوطي: «وقد سئل شيخ الإسلام حافظ العصر أبو الفضل ابن حجر عن عمل المولد فأجاب بما نصه: أصل عمل المولد بدعة لم تنقل عن السلف الصالح من القرون الثلاثة، ولكنها مع ذلك اشتملت على محاسن وضدها، فمن تحرّى في عملها المحاسن وتجنب ضدها كانت بدعة حسنة، وقد ظهر لي تخريجها على أصل ثابت، وهو ما ثبت في الصحيحين من أن النبي صلى الله عليه وآله وسلم قدم المدينة فوجد اليهود يصومون يوم عاشوراء فسألهم، فقالوا: هو يوم أغرق الله فيه فرعون، ونجى موسى، فنحن نصومه شكرا لله، فيستفاد منه فعل الشكر لله على ما من به في يوم معين من إسداء نعمة، أو دفع نقمة.. إلى أن قال: وأي نعمة أعظم من نعمة بروز هذا النبي.. نبي الرحمة في ذلك اليوم، فهذا ما يتعلق بأصل عمله، وأما ما يعمل فيه: فينبغي أن يقتصر فيه على ما يفهم الشكر لله تعالى من نحو ما تقدم من التلاوة والإطعام والصدقة وإنشاد شيء من المدائح النبوية والزهدية المحركة للقلوب إلى فعل الخير والعمل للآخرة».[26]
- السخاوي، حيث قال عن المولد النبوي: «لم يفعله أحد من السلف في القرون الثلاثة، وإنما حدث بعدُ، ثم لا زال أهل الإسلام من سائر الأقطار والمدن يعملون المولد ويتصدقون في لياليه بأنواع الصدقات ويعتنون بقراءة مولده الكريم، ويظهر عليهم من بركاته كل فضل عميم».[25]
- ابن الحاج المالكي، حيث قال: «فكان يجب أن نزداد يوم الاثنين الثاني عشر في ربيع الأول من العبادات والخير شكرا للمولى على ما أولانا من هذه النعم العظيمة وأعظمها ميلاد المصطفى صلى الله عليه وآله وسلم».[27] وقال أيضا: «ومن تعظيمه صلى الله عليه وآله وسلم الفرح بليلة ولادته وقراءة المولد».[28]
- ابن عابدين، حيث قال: «اعلم أن من البدع المحمودة عمل المولد الشريف من الشهر الذي ولد فيه صلى الله عليه وآله وسلم». وقال أيضا: «فالاجتماع لسماع قصة صاحب المعجزات عليه أفضل الصلوات وأكمل التحيات من اعظم القربات لما يشتمل عليه من المعجزات وكثرة الصلوات».[29]
- الحافظ عبد الرحيم العراقي، حيث قال: «إن اتخاذ الوليمة وإطعام الطعام مستحب في كل وقت فكيف إذا انضم إلى ذلك الفرح والسرور بظهور نور رسول الله في هذا الشهر الشريف ولا يلزم من كونه بدعة كونه مكروها فكم من بدعة مستحبة قد تكون واجبة».[30]
- الحافظ شمس الدين ابن الجزري، حيث قال الحافظ السيوطي: «ثم رأيت إمام القراء الحافظ شمس الدين ابن الجزري قال في كتابه المسمى (عرف التعريف بالمولد الشريف) ما نصه: قد رؤي أبو لهب بعد موته في النوم فقيل له: ما حالك؟ فقال: في النار إلا أنه يخفف عني كل ليلة اثنين، وأمص من بين أصبعي ماء بقدر هذا- وأشار لرأس أصبعه -، وأن ذلك بإعتاقي لثويبة عندما بشرتني بولادة النبي وبإرضاعها له. فإذا كان أبو لهب الكافر الذي نزل القرآن بذمه جوزي في النار بفرحه ليلة مولد النبي صلى اله عليه وسلم به فما حال المسلم الموحد من أمة النبي يسر بمولده ويبذل ما تصل إليه قدرته في محبته، لعمري إنما يكون جزاؤه من الله الكريم أن يدخله بفضله جنات النعيمة».[26]
- أبو شامة (شيخ النووي)، حيث قال: «ومن أحسن ما ابتدع في زماننا ما يُفعل كل عام في اليوم الموافق لمولده صلى الله عليه وآله وسلم من الصدقات، والمعروف، وإظهار الزينة والسرور، فإن ذلك مشعرٌ بمحبته صلى الله عليه وآله وسلم وتعظيمه في قلب فاعل ذلك وشكراً لله تعالى على ما منّ به من إيجاد رسوله الذي أرسله رحمة للعالمين».[31]
- الشهاب أحمد القسطلاني (شارح البخاري)، حيث قال: «فرحم الله امرؤاً اتخذ ليالي شهر مولده المبارك أعيادا، ليكون أشد علة على من في قلبه مرض وإعياء داء».[32]
- الحافظ شمس الدين بن ناصر الدين الدمشقي، حيث قال في كتابه المسمى (مورد الصادي في مولد الهادي): «قد صح أن أبا لهب يخفف عنه عذاب النار في مثل يوم الاثنين لإعتاقه ثويبة سرورًا بميلاد النبي»، ثم أنشد:

من المتأخرين:

احتفال بالمولد النبوي عام 1896 بميدان البلدية في مدينة بنغازي الليبية

- محمد الطاهر بن عاشور شيخ جامع الزيتونة ومن أبرز علماء المالكية، أيّد الاعتناء بيوم المولد النبوي في قوله: ""فَقَدْ جَعَلَ اللَّهُ لِلْمَوَاقِيتِ الْمَحْدُودَةِ اعْتِبَارًا يُشْبِهُ اعْتِبَارَ الشَّيْءِ الْوَاحِدِ الْمُتَجَدِّدِ، وَإِنَّمَا هَذَا اعْتِبَارٌ لِلتَّذْكِيرِ بِالْأَيَّامِ الْعَظِيمَةِ الْمِقْدَارِ كَمَا قَالَ تَعَالَى: ﴿وَذَكِّرْهُمْ بِأَيَّامِ اللَّهِ﴾ [إبراهيم:5]، فَخَلَعَ اللَّهُ عَلَى الْمَوَاقِيتِ الَّتِي قَارَنَهَا شَيْءٌ عَظِيمٌ فِي الْفَضْلِ أَنْ جَعَلَ لِتِلْكَ الْمَوَاقِيتِ فَضْلًا مُسْتَمِرًا تَنْوِيهًا بِكَوْنِهَا تَذْكِرَةً لِأَمْرٍ عَظِيمٍ، وَلَعَلَّ هَذَا هُوَ الَّذِي جَعَلَ اللَّهُ لِأَجْلِهِ سُنَّةَ الْهَدْيِ فِي الْحَجِّ، لِأَنَّ فِي مِثْلِ ذَلِكَ الْوَقْتِ ابْتَلَى اللَّهُ إِبْرَاهِيمَ بِذَبْحِ وَلَدِهِ إِسْمَاعِيلَ وَأَظْهَرَ عَزْمَ إِبْرَاهِيمَ وَطَاعَتَهُ رَبَّهُ وَمِنْهُ أَخَذَ الْعُلَمَاءُ تَعْظِيمَ الْيَوْمِ الْمُوَافِقِ لِيَوْمِ وِلَادَةِ النَّبِيءِ صَلَّى اللهُ عَلَيْهِ وَسَلَّمَ وَيَجِيءُ مِنْ هَذَا إِكْرَامُ ذُرِّيَّةِ رَسُولِ اللَّهِ وَأَبْنَاءِ الصَّالِحِينَ وَتَعْظِيمِ وُلَاةِ الْأُمُورِ الشَّرْعِيَّةِ الْقَائِمِينَ مَقَامَ النَّبِيءِ صَلَّى اللهُ عَلَيْهِ وَسَلَّمَ فِي أَعْمَالِهِمْ مِنَ الْأُمَرَاءِ وَالْقُضَاةِ وَالْأَئِمَّةِ".[33]
- حسنين محمد مخلوف شيخ الأزهر، حيث قال: «إن إحياء ليلة المولد الشريف وليالي هذا الشهر الكريم الذي أشرق فيه النور المحمدي إنما يكون بذكر الله وشكره لما أنعم به على هذه الأمة من ظهور خير الخلق إلى عالم الوجود، ولا يكون ذلك إلا في أدب وخشوع وبعد عن المحرمات والبدع والمنكرات. ومن مظاهر الشكر على حبه مواساة المحتاجين بما يخفف ضائقتهم، وصلة الأرحام، والإحياء بهذه الطريقة وإن لم يكن مأثورا في عهده صلى الله عليه وآله وسلم ولا في عهد السلف الصالح إلا أنه لا بأس به وسنة حسنة».[34]
- محمد الفاضل بن عاشور من علماء تونس البارزين، في قوله: «إن ما يملأ قلوب المسلمين في اليوم الثاني عشر من ربيع الأول كل عام من ناموسِ المحبة العُلوي، وما يهزّ نفوسهم من الفيض النوراني المتدفق جمالا وجلالا، ليأتي إليهم محمّلا من ذكريات القرون الخالية بأريج طيب ينمّ عما كان لأسلافهم الكرام من العناية بذلك اليوم التاريخي الأعظم، وما ابتكروا لإظهار التعلّق به وإعلان تمجيده من مظاهر الاحتفالات، فتتطلع النفوسُ إلى استقصاء خبر تلك الأيام الزهراء والليالي الغراء؛ إذ المسلمون ملوكاً وسوقةً (أي عامتهم) يتسابقون إلى الوفاء بالمستطاع من حقوق ذلك اليوم السعيد».[35]
- محمد الشاذلي النيفر، شيخ الجامع الأعظم في تونس، في قوله: "وَأَزِيدُ عَلَى ذَلِكَ مَا يُؤَيِّدُ مَا تَقَدَّمَ عَنِ «ابْنِ حَجَرٍ» وَ«السّيُوطِيِّ» أَنَّ اللَّـهَ أَوْجَبَ عَلَيْنَا مَحَبَّةَ نَبِيِّهِ عَلَيْهِ الصَّلَاةُ وَالسَّلَامُ بَعْدَ مَحَبَّتِهِ جَلَّ وَعَلَا، وَذَلِكَ يُوجِبُ عَلَيْنَا تَعْظِيمَ كُلِّ مَا يَتَعَلَّقُ بِالنَّبِيِّ ﷺ، وَمِنْ ذَلِكَ تَعْظِيمُ يَوْمِ مَوْلِدِهِ بِالاحْتِفَالِ بِهِ بِمَا يُجِيزُهُ الشَّرْعُ الكَرِيمُ"[36][37]
- محمد متولي الشعراوي، حيث قال: «وإكرامًا لهذا المولد الكريم فإنه يحق لنا أن نظهر معالم الفرح والابتهاج بهذه الذكرى الحبيبة لقلوبنا كل عام وذلك بالاحتفال بها من وقتها».[38]
- المبشر الطرازي، شيخ علماء التركستان: حيث قال: «إن الاحتفال بذكرى المولد النبوي الشريف أصبح واجبًا أساسيًا لمواجهة ما استجد من الاحتفالات الضارة في هذه الأيام»[بحاجة لمصدر].
- محمد علوي المالكي، حيث قال: «إننا نقول بجواز الاحتفال بالمولد النبوي الشريف والاجتماع لسماع سيرته والصلاة والسلام عليه وسماع المدائح التي تُقال في حقه، وإطعام الطعام وإدخال السرور على قلوب الأمة».[39]
- يوسف القرضاوي، رئيس الاتحاد العالمي لعلماء المسلمين، حيث قال عن ذكرى المولد: «إنما الذي ننكره في هذه الأشياء الاحتفالات التي تخالطها المنكرات، وتخالطها مخالفات شرعية وأشياء ما أنزل الله بها من سلطان... ولكن إذا انتهزنا هذه الفرصة للتذكير بسيرة رسول الله، وبشخصية هذا النبي العظيم، وبرسالته العامة الخالدة التي جعلها الله رحمة للعالمين، فأي بدعة في هذا وأية ضلالة؟».[40]
- محمد سعيد رمضان البوطي، حيث قال: «الاحتفال بذكرى مولد رسول الله نشاط اجتماعي يبتغي منه خير دينيّ، فهو كالمؤتمرات والندوات الدينية التي تعقد في هذا العصر، ولم تكن معروفة من قبل. ومن ثم لا ينطبق تعريف البدعة على الاحتفال بالمولد، كما لا ينطبق على الندوات والمؤتمرات الدينية. ولكن ينبغي أن تكون هذه الاحتفالات خالية من المنكرات».[41]
- عبد الله بن بيه، حيث قال: «فحاصل الأمر أن من احتفل به فسرد سيرته والتذكير بمناقبه العطرة احتفالاً غير ملتبس بأي فعل مكروه من النّاحية الشرعية وليس ملتبساً بنيّة السنّة ولا بنيّة الوجوب فإذا فعله بهذه الشروط التي ذكرت؛ ولم يلبسه بشيء مناف للشرع، حباً للنبي ففعله لا بأس به إن شاء اللهُ وهو مأجور».[42]
- نوح القضاة مفتي الأردن سابقاً، حيث قال: «ولا شك أن مولد المصطفى من أعظم ما تفضل الله به علينا، ومن أوفر النعم التي تجلى بها على هذه الأمة؛ فحق لنا أن نفرح بمولده».[43]
- علي جمعة مفتي مصر، حيث قال: «الاحتفال بذكرى مولده من أفضل الأعمال وأعظم القربات؛ لأنه تعبير عن الفرح والحب له، ومحبة النبي أصل من أصول الإيمان».[44]
- وهبة الزحيلي، حيث قال: "إذا كان المولد النبوي مقتصرًا على قراءة القرآن الكريم، والتذكير بأخلاق النبي عليه الصلاة والسلام، وترغيب الناس في الالتزام بتعاليم الإسلام وحضّهم على الفرائض وعلى الآداب الشرعية، ولا يكون فيها مبالغة في المديح ولا إطراءٌ كما قال النبي: «لا تطروني كما أطرت النصارى عيسى بن مريم ولكن قولوا عبد الله ورسوله» وهذا إذا كان هذا الاتجاه في واقع الأمر لا يُعد من البدع".[45]
- محمد بن عبد الغفار الشريف، الأمين العام للأوقاف في الكويت، حيث قال: «الاحتفال بمولد سيد الخلق عليه وعلى آله أفضل الصلاة والتسليم أمر مستحب، وبدعة حسنة في رأي جماهير العلماء».[46]
- محمد راتب النابلسي، حيث قال: «الاحتفال بعيد المولد ليس عبادة ولكنه يندرج تحت الدعوة إلى الله، ولك أن تحتفل بذكرى المولد على مدى العام في ربيع الأول وفي أي شهر آخر، في المساجد وفي البيوت».[47]
- عمر بن حفيظ، حيث قال: «مجالس الموالد كغيرها من جميع المجالس؛ إن كان ما يجري فيها من الأعمال صالح وخير، كقراءة القران، والذكر للرحمن، والصلاة على النبي، وإطعام الطعام للإكرام ومن أجل الله، وحمد الله، والثناء على رسوله، ودعاء الحق سبحانه، والتذكير والتعليم، وأمثال ذلك مما دعت إليه الشريعة ورغبت فيه؛ فهي مطلوبة ومندوبة شرعاً».[48]
- عبد الملك السعدي، المفتي العام للعراق سابقًا: «لم يكن الاحتفال بالمولد النبوي الشريف معروفاً في عصر الصحابة الكرام. ولكن لا يَلزم من عدم وجوده في عصر النبي -صلى الله عليه سلم- أو في عصر الصحابة كونه بدعة سيئة أو منافياً للشريعة، فالاحتفال بالمولد إن أُقيم على أساس أنَّه عبادة مشروعة -كالصوم والصلاة والعبادات الأخرى- : فهو بدعة. وكذا لا نسمِّيه عيدا، بل إحياء ذكرى؛ لأنَّه لا يوجد سوى عيدين في الإسلام. وإن أقيم على أساس إحياء ذكرى مولد سيد المرسلين وإعادة ذكريات سيرته العطرة وخلا من المنكرات واختلاط الرجال بالنساء والمبالغة في مدحه صلى الله عليه سلم فلا يعد بدعة».[49]

### المعارضون
- ابن تيمية: "اتخاذ موسم غير المواسم الشرعية كبعض ليالي شهر ربيع الأول التي يقال إنها ليلة المولد، أو بعض ليالي رجب أو ثامن عشر ذي الحجة أو أول جمعة من رجب أو ثامن من شوال الذي يسميه الجهال عيد الأبرار فإنها من البدع التي لم يستحبها السلف ولم يفعلوها (...) فإن هذا لم يفعله السلف مع قيام المقتضي له، وعدم المانع منه ولو كان خيرا محضا أو راجحا لكان السلف رضي الله عنهم أحق به منا، فإنهم كانوا أشد محبة لرسول الله ﷺ وتعظيما له منا وهم على الخير أحرص"[50]، ويعتقد بعض الباحثين أنّ ابن تيمية يرى أنّ الاحتفال مستحبّ، ولو كان بدعة، ولكن مع قليل من التحفظ المتعلق بتخصيص يوم معين بالأعمال المشروعة، وكان جواب المعارضين للمولد أن هذه دعوى ليست دقيقة ولا صائبة وأنّ قصد ابن تيمية هو أنّ المحتفل الجاهل أو المتأوّل قد يغفر له خطؤه ويثاب على ما فعله من الخير.[51][52][53]
- الشاطبي: قال في معرض ذكره للبدع المنكرة" ومنها التزام الكيفيات والهيئات المعينة كالذكر بهيئة الاجتماع على صوت واحد واتخاذ يوم ولادة النبي ﷺ عيدا وما أشبه ذلك".[54]
- تاج الدين الفاكهاني: «لا أعلم لهذا المولد أصلا في كتاب ولا سنّة ولا ينقل عمله عن أحد من علماء الأمة الذين هم القدوة في الدين المتمسّكون بآثار المتقدمين».[55]
- ابن الحاج: "ذلك زيادة في الدين ليس من عمل السلف الماضين، واتباع السلف أولى بل أوجب من أن يزيد نية مخالفة لما كانوا عليه، لأنهم أشد الناس اتباعا لسنة رسول الله ﷺ وتعظيما له ولسنته ﷺ ولهم قدم السبق في المبادرة إلى ذلك، ولم ينقل عن أحد منهم أنه نوى المولد ونحن لهم تبع فيسعنا ما وسعهم وقد علم أن اتباعهم في المصادر والموارد".[56]

من المتأخرين:
- محمد بن إبراهيم آل الشيخ: "لم يكن الاحتفال بمولد النبي ﷺ مشروعا ولا معروفا لدى السلف الصالح رضوان الله عليهم ولم يفعلوه مع قيام المقتضي له وعدم المانع منه ولو كان خيرا ماسبقونا إليه فهم أحق بالخير وأشد محبة للرسول ﷺ وأبلغ تعظيما له.. فلما كان غير معروف لدى السلف الصالح ولم يفعلوه وهم القرون المفضلة دل على أنه بدعة محدثة".[57]
- ابن باز، حيث قال: "الاحتفال بالمولد النبوي على صاحبه أفضل الصلاة وأزكى التسليم بدعة لا تجوز في أصح قولي العلماء؛ لأن النبي ﷺ لم يفعله، وهكذا خلفاؤه الراشدون، وصحابته جميعاً رضي الله عنهم، وهكذا العلماء وولاة الأمور في القرون الثلاثة المفضلة، وإنما حدث بعد ذلك بسبب الشيعة ومن قلدهم، فلا يجوز فعله ولا تقليد من فعله."[58]
- محمد ناصر الدين الألباني، قال: "هذا الاحتفال أمرٌ حادث، لم يكن ليس فقط في عهده ﷺ ؛ بل ولا في عهد القرون الثلاثة...ومن البدهي أنَّ النبي صلى الله عليه وعلى آله وسلم في حياته لم يكن ليحتفل بولادته؛ ذلك لأن الاحتفال بولادة إنسان ما إنما هي طريقة نصرانيَّة مسيحيَّة لا يعرفه الإسلام مطلقًا في القرون المذكورة آنفًا؛ فمن باب أولى ألاَّ يعرف ذلك رسول الله صلَّى الله عليه وعلى آله وسلَّم".[59]
- محمد بن صالح العثيمين: "إذا كان كذلك فإن من تعظيمه وتوقيره والتأدب معه واتخاذه إماماً ومتبوعاً ألا نتجاوز ما شرعه لنا من العبادات لأن رسول الله ﷺ توفي ولم يدعُ لأمته خيراً إلا دلهم عليه وأمرهم به ولا شراً إلا بينه وحذرهم منه وعلى هذا فليس من حقنا ونحن نؤمن به إماماً متبوعاً أن نتقدم بين يديه بالاحتفال بمولده أو بمبعثه، والاحتفال يعني الفرح والسرور وإظهار التعظيم وكل هذا من العبادات المقربة إلى الله، فلا يجوز أن نشرع من العبادات إلا ما شرعه الله ورسوله وعليه فالاحتفال به يعتبر من البدعة".[60]

## مؤلفات
ذكر محمد علوي المالكي عددًا من العلماء ممن ألّفوا في المولد النبوي كتبًا، منهم:
- الحافظ عبد الرحيم العراقي: توفي 808 هـ، له مولد باسم «المورد الهني في المولد السني».
- الحافظ ابن كثير: توفي 774 هـ، وله مولد طبع بتحقيق صلاح الدين المنجد.
- الحافظ السخاوي: توفي 902 هـ، وله مولد باسم «الفخر العلوي في المولد النبوي».[62]
- الحافظ ابن الجوزي: توفي 597 هـ، وله مولد باسم «العروس»، وقد طبع في مصر.
- الحافظ أبو الخطاب عمر بن علي بن محمد المعروف بابن دحية الكلبي: توفي 633 هـ، وله مولد باسم «التنوير في مولد البشير النذير».
- شمس الدين ابن ناصر الدين الدمشقي: توفي 842 هـ، وله مولد باسم «المورد الصاوي في مولد الهادي» وكذلك «جامع الآثار في مولد المختار» و«اللفظ الرائق في مولد خير الخلائق».
- ملا علي قاري: توفي 1014 هـ، وله مولد باسم «المورد الروي في المولد النبوي» وهو مطبوع.[63]
- الحافظ شمس الدين ابن الجزري: توفي 660 هـ، إمام القراء، وله مولد باسم «عرف التعريف بالمولد الشريف».
- علي زين العابدين السمهودي: توفي 911 هـ، وله مولد اسمه «الموارد الهنية في مولد خير البرية».
- الحافظ محمد الشيباني المعروف بابن الديبع: توفي 944 هـ.
- ابن حجر الهيتمي: توفي 974 هـ، وله مولد باسم «إتمام النعمة على العالم بمولد سيد ولد آدم».
- الخطيب الشربيني: توفي 1014 هـ، وله مولد باسم «المولد الروي في المولد النبوي».
- المحدث جعفر بن حسن البرزنجي: توفي 1177 هـ، وله مولد باسم «عقد الجوهر في مولد النبي الأزهر»، وهو من أكثر الموالد انتشارًا في البلاد الإسلامية.
- أبو البركات أحمد الدردير: توفي 1201 هـ، وله مولد مطبوع في مصر.
- عبد الهادي نجا الأيباري المصري: توفي 1305 هـ، وله مولد مخطوط.
- يوسف النبهاني: توفي 1350 هـ، وله مولد باسم «جواهر النظم البديع في مولد الشفيع»، طبع في بيروت.
- عمر بن حفيظ: وله مولد باسم «الضياء اللامع بذكر مولد النبي الشافع».
- نوح القضاة: مفتي الأردن سابقًا: وله مولد باسم «مولد الهادي»، طبع في الأردن.
- المولد العثماني. المسمى الأسرار الربانية تأليف الإمام السيد محمد عثمان المرغني (المتوفي عام 1343 هـ).

## طالع أيضًا
- محمد
- محمد في الإسلام
- السيرة النبوية
- أسبوع الوحدة الإسلامية

## وصلات خارجية
- المولد في تونس: عصيدة واحتفالات دينية
- نظرة تاريخية في ذكرى مولد خير البرية